# Palestina ai Giochi della XXVII Olimpiade
La Palestina partecipò ai Giochi della XXVII Olimpiade, svoltisi a Sydney, Australia, dal 15 settembre al 1º ottobre 2000, con una delegazione di 2 atleti impegnati in due discipline.